# Stefan Kowal
Stefan Kowal (ur. 2 lutego 1938 w Kuźnicy Grabowskiej) – polski historyk, profesor nauk humanistycznych, wykładowca Uniwersytetu im. Adama Mickiewicza oraz Państwowej Wyższej Szkoły Zawodowej w Kaliszu.

## Życiorys
W 1981 roku uzyskał stopień doktora habilitowanego nauk humanistycznych w zakresie historii za pracę „Społeczeństwo Wielkopolski i Pomorza Nadwiślańskiego w latach 1871-1914. Przemiany demograficzne i społeczno-zawodowe.”, natomiast w 1995 roku został profesorem nauk humanistycznych. 
W latach 1984–1985 pełnił funkcję prodziekana na Wydziale Historycznym UAM. Wielokrotny promotor oraz recenzent prac doktorskich i habilitacyjnych, m.in. dr hab. Macieja Szymczyka, dr hab. Sławomira Kamosińskiego czy dr hab. Tadeusza Janickiego.
Wybrane pozycje literackie:
- „Partnerstwo czy uzależnienie. Niemieckie postawy wobec stosunków gospodarczych z Polską w czasie Republiki Weimarskiej.”
- „Struktura społeczna Wielkopolski w międzywojennym dwudziestoleciu.”
- „Aktywność i postawy drobnomieszczaństwa polskiego w Wielkopolsce w końcu XIX i na początku XX wieku.”
- „Motywy i formy aktywności wspólnot miejskich w Wielkopolsce w międzywojennym dwudziestoleciu.”
- „Polskie sfery gospodarcze w Wielkopolsce a przedsiębiorczość od połowy XIX wieku do II wojny światowej.”
- „Społeczeństwo Wielkopolski i Pomorza Nadwiślańskiego w latach 1871-1914. Przemiany demograficzne i społeczno-zawodowe.”
- „Das Bild der Polnischen Wirtschaft in Deutschland im 19. Und der ersten Halfte des 20. Jahrhunderts.”
- „Economic Co-operation between Poland the Former Partition States and their Successors in the Interwar Period.”